# Національна премія України імені Тараса Шевченка — лауреати 2020 року

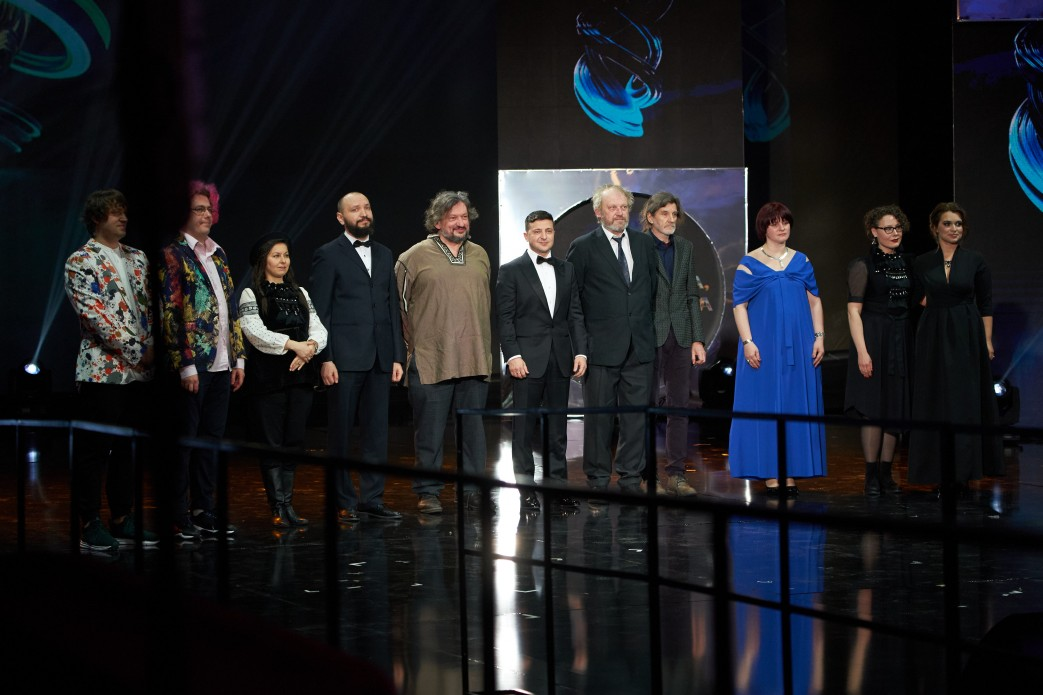
Президент України Володимир Зеленський разом з лауреатами премії

Список лауреатів (лавреатів) Національної премії України імені Тараса Шевченка за 2020 рік
Рішення Комітету з Національної премії України імені Тараса Шевченка стало відомо наприкінці лютого та було затверджене Указом Президента України 9 березня 2020 р.
| Номінація                  | Лауреат                                                                           | твір                                 |
| -------------------------- | --------------------------------------------------------------------------------- | ------------------------------------ |
| Література                 | Маріанна Кіяновська                                                               | за книгу поезій «Бабин Яр. Голосами» |
| Література                 | Тарас Прохасько                                                                   | за книгу есеїв «Так, але…»           |
| Публіцистика, журналістика | Євгенія Подобна                                                                   | за книгу «Дівчата зрізають коси»     |
| Музичне мистецтво          | Марко Галаневич Ніна Гаренецька Ірина Коваленко Олена Цибульська (гурт ДахаБраха) | за музичний альбом «Шлях»            |
| Театральне мистецтво       | Влад Троїцький Роман Григорів Ілля Разумейко                                      | за оперу-реквієм «ЙОВ» («IYOV»)      |
| Візуальне мистецтво        | Олександр Глядєлов                                                                | за мистецький проєкт «Карусель»      |

Премії у номінації «Кіномистецтво» цього року не присуджені.
У церемонії вручення премії лавреатам 9 березня 2020 року, що відбулася у Національній опері України, взяв участь Президент України Володимир Зеленський.
На 2020 рік розмір Національної премії України імені Тараса Шевченка встановлений у розмірі 200 тисяч гривень кожна.

## Критика
9 березня 2020 було опубліковано відкритий лист лавреатів Шевченківської премії минулих років, в якому вказувалось на систематичні порушення Положення про Національну премію України нинішнім комітетом, і вказано на такі факти:
- подовження терміну подання творів відбулося вже після того, як збіг оголошений раніше термін, що порушує рівність прав учасників творчого змагання;
- окремі члени комітету у своїх публічних висловлюваваннях показали упереджене ставлення до номінантів (Тамара Гундорова, Ірина Славінська[5]);
- Ірина Славінська, Євгеній Стасіневич та Любов Морозова є підлеглими голови комітету Юрія Макарова за основним місцем роботи;
- два тури були проведені в один день (17.01.2020 р.), що ставить під сумнів якісну і доброчесну роботу членів комітету;
- прийняття нової концепції Національної премії України, нової символіки відбулося без жодного громадського обговорення.

Деякі українські медіа, навпаки, висловилися про «декомунізацію» та «перезавантаження» цієї нагороди.